# IBM 1440

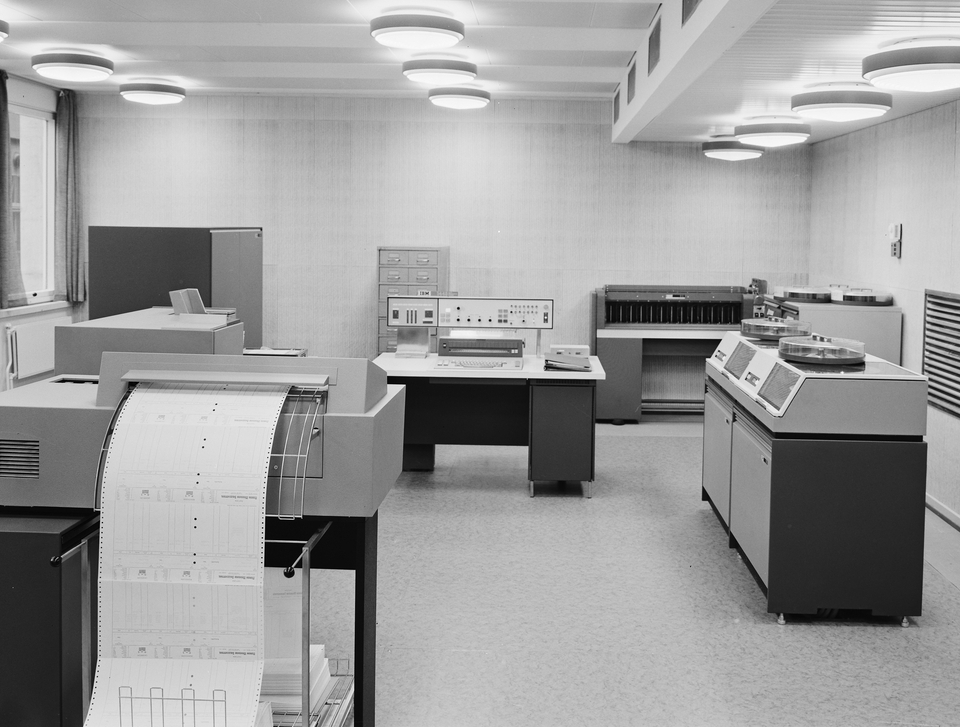
Un sistema IBM 1440. En primer plano, vista trasera de una impresora IBM 1443. A la derecha, unidades de disco IBM 1311.

El IBM 1440, un miembro de la Serie IBM 1400, fue un computador de IBM diseñado como sistema de bajo costo para tareas de oficina pequeñas. Fue anunciado por IBM el 11 de octubre de 1962 y descatalogado el 8 de febrero de 1971.
Había disponible una variedad de modelos y características para el IBM 1440, lo que permitía al sistema adaptarse para satisfacer en forma inmediata los requerimientos de procesamiento de datos de una oficina con una configuración básica y posteriormente expandirse según se incrementara la demanda. Programas originalmente escritos para el 1440 podían adaptarse fácilmente al IBM 1401.
El sistema básico consistía de:
- IBM 1441 Unidad de Procesamiento conteniendo memoria de núlceos y circuitos de aritmética y lógica
  - hasta 16.000 posiciones alfanuméricas estaban disponibles
- Consola de operador IBM 1447
  - El Modelo 1 proveía control de procesamiento básico del sistema
  - El Modelo 2 sumaba una máquina de escribir eléctrica

Los siguientes periféricos estaban disponibles:
- Lectora/perforadora de tarjetas IBM 1442
  - El Modelo 1 leía hasta 300 tarjetas por minuto y perforaba hasta 80 columnas por segundo
  - El Modelo 2 leía hasta 400 tarjetas por minuto y perforaba hasta 160 columnas por segundo
- IBM 1443 Flying Typebar Printer
  - La velocidad básica era de 150 líneas/minuto hasta 430 líneas/minuto, dependiendo del typebar
  - Typebars intercambiables con conjuntos de 13, 39, 52, y 63 caracteres
- Unidad de disco IBM 1311
  - Capacidad de 2 millones de caracteres en cada pack removible
    - Con la característica opcional "Move Track Record", la capacidad se incrementaba a 2.980.000 de caracteres en cada pack

  - Cada pack pesaba menos de 5 kg
  - Se podían poner hasta cinco unidades 1311

El costo de compra y alquiler eran:
- Precio de compra: desde US$90 000 (equivalente a $906 535 en 2023), dependiendo de la configuración del sistema.
- Precio de alquiler: desde US$1500 (equivalente a $15 109 en 2023), por mes, dependiendo de la configuración del sistema.

Una instalación notable incluía un 1440 tope de línea en el Departamento de policía de Chicago, instalado por el superintendente reformista Orlando Wilson a principios de la década de 1960.